# Joeboy in Mexico
Joeboy in Mexico è il nono album in studio del gruppo post-punk statunitense Tuxedomoon, pubblicato nel 1997.

## Tracce
1. The Door/Viaje en la Sierra Madre – 10:43
2. Brad's Loop – 6:03
3. Les six – 4:55
4. Shipwreck – 3:28
5. Zombie Paradise I (part 1) – 0:05
6. Zombie Paradise I (part 2) – 11:02
7. Zombie Paradise II – 2:35
8. Bitter Bark – 5:29
9. El Popo – 5:02
10. Hindi Loop – 6:21
11. [untitled] – 0:26
12. Ambient Popo – 5:06
13. Keredwin's Reel – 1:04